# Зеленодольська міська рада
Зеленодо́льська міська́ ра́да — орган місцевого самоврядування в Криворізькому районі Дніпропетровської області. Адміністративний центр — місто Зеленодольськ.

## Загальні відомості
- Зеленодольська міська рада утворена 1993 року.
- Населення ради: 15 440 осіб (станом на 2001 рік)

## Населені пункти
Міській раді підпорядковані населені пункти:
- м. Зеленодольськ
- с. Мала Костромка

## Склад ради
Рада складається з 36 депутатів та голови.
- Голова ради: Качан Валерій Анатолійович
- Секретар ради: Ярошенко Олена Михайлівна

### Керівний склад попередніх скликань
| Прізвище, ім'я, по батькові  | Основні відомості                                                       | Дата обрання | Дата звільнення |
| ---------------------------- | ----------------------------------------------------------------------- | ------------ | --------------- |
| Толкачов Олександр Федорович | Міський голова, 1947 року народження, безпартійний                      | 26.03.2006   | 31.10.2010      |
| Качан Валерій Анатолійович   | Міський голова, 1954 року народження, освіта вища, член Партії регіонів | 31.10.2010   |                 |

Примітка: таблиця складена за даними сайту Верховної Ради України

### Депутати
За результатами місцевих виборів 2010 року депутатами ради стали:

#### За суб'єктами висування
| Суб'єкт висування                                       | Кількість обраних депутатів | %    |
| ------------------------------------------------------- | --------------------------- | ---- |
| Партія регіонів                                         | 25                          | 69,4 |
| Політична партія «Фронт Змін»                           | 3                           | 8,3  |
| Комуністична партія України                             | 2                           | 5,6  |
| Політична партія Всеукраїнське об'єднання «Батьківщина» | 2                           | 5,6  |
| Політична партія «Сильна Україна»                       | 2                           | 5,6  |
| Народна партія                                          | 1                           | 2,8  |
| Українська Народна Партія                               | 1                           | 2,8  |

#### За округами
| № округу                                                | Прізвище, ім'я, по батькові        | Дата визнання обраним | Освіта             | Партійна приналежність                        | Відомості про обраного депутата                                                                        |
| ------------------------------------------------------- | ---------------------------------- | --------------------- | ------------------ | --------------------------------------------- | --- |
| Комуністична партія України                             |                                    |                       |                    |                                               | |
| б/м                                                     | Обліванцева Марина Володимирівна   | 03.11.2010            | вища               | член Комуністичної партії України             | пенсіонер                                                                                              |
| б/м                                                     | Терещенко Олександр Дмитрович      | 03.11.2010            | середня спеціальна | член Комуністичної партії України             | пенсіонер                                                                                              |
| Народна Партія                                          |                                    |                       |                    |                                               | |
| 15                                                      | Березовський Олександр Віталійович | 04.11.2010            | вища               | член Народної партії                          | ВАТ «Дніпроенерго» СП ЗВД «Дніпроенергосервіс», виконроб «Дніпроенергосервіс»                          |
| Партія регіонів                                         |                                    |                       |                    |                                               | |
| б/м                                                     | Медвідь Олександр Борисович        | 03.11.2010            | вища               | член Партії регіонів                          | Криворізька теплова електростанція, спорткомплекс, завідувач                                           |
| б/м                                                     | Губанова Раїса Василівна           | 03.11.2010            | вища               | член Партії регіонів                          | структурне підприємство «Дніпроенергосервіс», виконроб                                                 |
| б/м                                                     | Кожемякін Андрій Володимирович     | 03.11.2010            | вища               | член Партії регіонів                          | цех теплової автоматики і вимірувань Криворізької теплової електростанції, майстер виробничої дільниці |
| б/м                                                     | Захарова Тетяна Петрівна           | 03.11.2010            | вища               | член Партії регіонів                          | Зеленодольська загальноосвітня середня школа № 1, заступник директора з навчально-виховної роботи      |
| б/м                                                     | Ярошенко Олена Михайлівна          | 03.11.2010            | вища               | член Партії регіонів                          | Зеленодольська міська рада, секретар                                                                   |
| б/м                                                     | Василенко Леонід Андрійович        | 03.11.2010            | вища               | член Партії регіонів                          | пенсіонер                                                                                              |
| б/м                                                     | Шокотько Світлана Олександрівна    | 03.11.2010            | вища               | член Партії регіонів                          | Зеленодольський професійний ліцей, виконуюча обов'язки директора ліцею                                 |
| б/м                                                     | Бай Юрій Георгійович               | 03.11.2010            | середня            | член Партії регіонів                          | приватний підприємець                                                                                  |
| б/м                                                     | Рябченко Володимир Анатолійович    | 03.11.2010            | вища               | член Партії регіонів                          | комунальне підприємство «Зеленодольський міський водоканал», директор                                  |
| 1                                                       | Калашников Віталій Петрович        | 15.11.2010            | вища               | член Партії регіонів                          | ВАТ «Дніпроенерго» Криворізька ТЕС, заступник начальника цеху                                          |
| 2                                                       | Чернуха Володимир Іванович         | 04.11.2010            | вища               | член Партії регіонів                          | ВАТ «Дніпроенерго» Криворізька ТЕС, начальник цеху соціально-побутових послуг                          |
| 3                                                       | Мартиненко Євген Семенович         | 04.11.2010            | вища               | член Партії регіонів                          | Криворізька ТЕС, заступник начальника цеху наладки та випробувань обладнання                           |
| 4                                                       | Тичина Микола Олексійович          | 04.11.2010            | вища               | член Партії регіонів                          | КП «Зеленодольські міські теплові мережі», директор                                                    |
| 5                                                       | Ткаченко Володимир Валентинович    | 04.11.2010            | вища               | член Партії регіонів                          | спеціалізована база «Укренегокомплект» Мінпаливенерго, директор                                        |
| 6                                                       | Піскунова Лариса Володимирівна     | 04.11.2010            | вища               | член Партії регіонів                          | Зеленодольська міська лікарня, головний лікар                                                          |
| 7                                                       | Хало Микола Григорович             | 04.11.2010            | вища               | член Партії регіонів                          | Криворізька ТЕС, старший майстер виробничої дільниці КТЦ-1                                             |
| 8                                                       | Регеда Сергій Володимирович        | 04.11.2010            | вища               | член Партії регіонів                          | Криворізька ТЕС, начальник ЦЦР-2                                                                       |
| 9                                                       | Зигалов Юрій Олексійович           | 04.11.2010            | вища               | член Партії регіонів                          | Криворізька ТЕС, майстер виробничої ділянки ЦЦР-2                                                      |
| 10                                                      | Лебедінський Микола Андрійович     | 04.11.2010            | вища               | член Партії регіонів                          | Криворізька ТЕС, заступник директора з охорони праці та довкілля                                       |
| 11                                                      | Миронов Микола Якович              | 04.11.2010            | вища               | член Партії регіонів                          | Криворізька ТЕС, голова профспілкового комітету                                                        |
| 12                                                      | Феронов Юрій Вікторович            | 04.11.2010            | вища               | член Партії регіонів                          | Криворізька ТЕС, начальник зміни станції                                                               |
| 13                                                      | Резінкіна Галина Михайлівна        | 04.11.2010            | вища               | член Партії регіонів                          | Криворізька ТЕС, заступник начальника хімцеха                                                          |
| 16                                                      | Семенюк Микола Герасимович         | 04.11.2010            | вища               | член Партії регіонів                          | ВАТ «Дніпроенерго» Криворізька ТЕС, начальник ЦТАВ                                                     |
| 17                                                      | Бєльдій Олександр Іванович         | 04.11.2010            | вища               | член Партії регіонів                          | ВАТ «Дніпроенерго» Криворізька ТЕС, начальник цеху паливо-подачі                                       |
| 18                                                      | Ніколаєнко Віктор Миколайович      | 04.11.2010            | вища               | член Партії регіонів                          | ВАТ «Дніпроенерго» Криворізька ТЕС, виконроб дільниці з ремонту турбінного устаткування                |
| Політична партія Всеукраїнське об'єднання «Батьківщина» |                                    |                       |                    |                                               | |
| б/м                                                     | Мороз Віктор Петрович              | 03.11.2010            | вища               | член Всеукраїнського об'єднання «Батьківщина» | ВАТ Дніпроенерго, Криворізька теплоелектростанція, заступник директора з економіки                     |
| б/м                                                     | Кітік Віктор Дмитрович             | 03.11.2010            | вища               | член Всеукраїнського об'єднання «Батьківщина» | приватне підприємство «Віконт», директор                                                               |
| Політична партія «Сильна Україна»                       |                                    |                       |                    |                                               | |
| б/м                                                     | Комаров Олександр Володимирович    | 03.11.2010            | вища               | член Політичної партії «Сильна Україна»       | Криворізька ТЕС, начальник КТЦ № 1                                                                     |
| б/м                                                     | Макаров Сергій Володимирович       | 03.11.2010            | вища               | член Політичної партії «Сильна Україна»       | Криворізька ТЕС, заступник начальника КЦР № 2                                                          |
| Політична партія «Фронт Змін»                           |                                    |                       |                    |                                               | |
| б/м                                                     | Басій Михайло Феофанович           | 03.11.2010            | вища               | член Політичної партії «Фронт Змін»           | приватний підприємець                                                                                  |
| б/м                                                     | Муха Іван Вікторович               | 03.11.2010            | вища               | член Політичної партії «Фронт Змін»           | приватний підприємець                                                                                  |
| б/м                                                     | Чайка Марія Станіславівна          | 03.11.2010            | вища               | член Політичної партії «Фронт Змін»           | Апостолівський районний ліцей-інтернат, вчитель                                                        |
| Українська Народна Партія                               |                                    |                       |                    |                                               | |
| 14                                                      | Галкіна Галина Олександрівна       | 04.11.2010            | вища               | позапартійна                                  | загальноосвітня школа № 2, вчитель                                                                     |